# (541090) 2018 RT
(541090) 2018 RT es un asteroide perteneciente al cinturón de asteroides descubierto el 8 de diciembre de 2010 por el equipo del Mount Lemmon Survey desde el Observatorio del Monte Lemmon, Arizona, Estados Unidos.

## Designación y nombre
Designado provisionalmente como 2018 RT.

## Características orbitales
2018 RT está situado a una distancia media del Sol de 2,600 ua, pudiendo alejarse hasta 3,425 ua y acercarse hasta 1,775 ua. Su excentricidad es 0,317 y la inclinación orbital 4,275 grados. Emplea 1531,37 días en completar una órbita alrededor del Sol.

## Características físicas
La magnitud absoluta de 2018 RT es 17,2. 